# Johannes Zuidlareus
Johannes Zuidlareus (auch Suidlareus; * um 1545 in Zuidlaren (Provinz Drenthe); † 1. Februar 1604 in Emden) war ein Theologe und Prediger der Reformationszeit.

## Leben und Wirken
Johannes Zuidlareus wurde 1545 im niederländischen Zuidlaren geboren und nach seinem Geburtsort benannt. Nach dem Aufbau der reformierten Kirche in Emden durch Johannes a Lasco (1543–49 Superintendent) und der Konsolidierung durch Albert Hardenberg (1567–74) erlebte die Gemeinde einen Rückschlag durch eine Pestepidemie, der 1574 Hardenberg und 1575 die beiden anderen Prediger zum Opfer fielen. Als Nachfolger wurden Menso Alting (1575–1612), Johannes Zuidlarius und Odierus Althes berufen. Nach dem Protokoll des Kirchenrats gehörte im Jahr 1576 zudem Rudolphus Landius zu den Predigern, denen 14 Älteste zugeordnet waren. Zuidlareus war zum Zeitpunkt seiner Berufung Prediger in Pilsum und hatte 1574 bereits einen Ruf nach Emden abgelehnt. Auf das Drängen der Emder Gemeinde hin, die ihn am 12. September 1575 wählte,  nahm er aber die Wahl an. Seine Tätigkeit als Emder Prediger umfasste fast drei Jahrzehnte, stand aber im Schatten von Alting. Bis zu seinem Tod im Jahr 1604 arbeitete Zuidlareus fruchtbar mit Alting zusammen. Er war Mitglied im Coetus der reformierten Prediger Ostfrieslands, in dessen Versammlungsraum in der Neuen Kirche im 18. Jahrhundert unter den 23 Gemälden nach Lasco, Hardenberg und Alting auch Zuidlareus abgebildet war.
Verschiedene Notizen in den damaligen Kirchenratsprotokollen vermitteln einen Einblick in die pastoralen Tätigkeiten von Zuidlareus. Als ein gewisser Carel van Gent mit den Mennoniten sympathisierte, 1581 aber wieder zur reformierten Kirche zurückkehren wollte, wurde ein Bußverfahren eingeleitet, dessen Rechtmäßigkeit Zuidlareus überwachte. An anderer Stelle ist von Zuidlarius bezeugt, dass er in seiner Funktion als Prediger in Emden als Mittler auftrat, als der Prediger Rudolphus Artopaeus 1596 nach Delfzijl wechselte und über die noch ausstehende Bezahlung ein längerer Streit entstand.
Ein Henricus Zuidlareus, möglicherweise sein Sohn, nahm 1611 einen Ruf der Gemeinde Adorp und Harsens an.